# Boltzmann-Konstante
Die Boltzmann-Konstante (Formelzeichen {\displaystyle k} oder {\displaystyle k_{\mathrm {B} }}) ist ein Umrechnungsfaktor von absoluter Temperatur in Energie.
Die Bedeutung der Boltzmann-Konstante liegt darin, dass die Größe {\displaystyle k_{\mathrm {B} }T} ein charakteristisches Maß für den Mittelwert der verschiedenen Energien ist, die in regelloser Weise zwischen den einzelnen Teilchen oder ganzen Teilsystemen eines makroskopischen physikalischen Systems bei der Temperatur {\displaystyle T} im Zustand des thermischen Gleichgewichts übertragen werden. Diese Größe {\displaystyle E_{\mathrm {therm} }=k_{\mathrm {B} }T} ist universell, d. h. unabhängig von sämtlichen Eigenschaften der einzelnen Teilchen des Systems oder seiner kleineren oder größeren Teilsysteme; sie wird auch als thermische Energie bezeichnet. Nach der genauen Definition ist die Wahrscheinlichkeit {\displaystyle p}, mit der ein bestimmtes Teilchen oder Teilsystem aufgrund des ständigen Energieaustauschs mit den übrigen Teilen des Systems einen bestimmten Zustand der Energie {\displaystyle E} einnimmt, im thermischen Gleichgewicht bis auf einen Normierungsfaktor gleich dem Boltzmann-Faktor {\displaystyle \mathrm {e} ^{-E/k_{\mathrm {B} }T}}. Dies gilt sowohl in der klassischen Physik als auch in der Quantenphysik.
Im Bereich der klassischen Physik, wo die Energie kontinuierlich variieren kann, gibt {\displaystyle k_{\mathrm {B} }T} (direkt oder mit einem einfachen konstanten Faktor) auch den Durchschnittswert der Energie der einzelnen Teilchen oder Teilsysteme an. Zum Beispiel ist {\displaystyle k_{\mathrm {B} }T} gleich der durchschnittlichen potentiellen Energie der Luftmoleküle, Aerosole und Staubkörnchen in der Atmosphäre, während ihre mittlere kinetische Energie gleich {\displaystyle {\tfrac {3}{2}}k_{\mathrm {B} }T} ist. Die Wärmekapazität einer Gasmenge ist daher in der klassischen Physik direkt proportional zur Teilchenzahl und zur Boltzmann-Konstante sowie unabhängig von der Temperatur. In der Quantenphysik, wo es zu einem bestimmten Energiewert {\displaystyle E} gegebenenfalls gar keinen Zustand oder jedenfalls nicht die der klassischen Physik entsprechende Anzahl von Zuständen gibt, kann der zusätzliche Faktor temperaturabhängig sein. Das macht sich vorrangig bei tieferen Temperaturen bemerkbar, wenn die typische thermische Energie {\displaystyle k_{\mathrm {B} }T} im Bereich solcher Energielücken liegt.

## Wert
Die Boltzmann-Konstante hat die Dimension Energie/Temperatur und den Wert
{\displaystyle k_{\mathrm {B} }=1{,}380\,649\cdot 10^{-23}\;\mathrm {J/K} }
Dieser Wert gilt exakt, weil die Einheit Kelvin der absoluten Temperatur seit 2019 dadurch definiert wird, dass der Boltzmann-Konstante gerade dieser Wert zugewiesen wurde.
Mit Elektronenvolt (eV) als Energieeinheit hat die Boltzmann-Konstante den – ebenfalls exakten – Wert
{\displaystyle k_{\mathrm {B} }={\frac {1{,}380\,649\cdot 10^{-23}}{1{,}602\,176\,634\cdot 10^{-19}}}\,{\frac {\mathrm {eV} }{\mathrm {K} }}\approx 8{,}617\,333\,262\cdot 10^{-5}\,{\frac {\mathrm {eV} }{\mathrm {K} }}\,}.
Aus der Boltzmann-Konstante berechnet sich die universelle Gaskonstante mit Hilfe der Avogadro-Konstante {\displaystyle N_{\mathrm {A} }}:
{\displaystyle R_{\mathrm {m} }=N_{\mathrm {A} }\cdot k_{\mathrm {B} }}.

## Definition und Zusammenhang mit der Entropie
Die Ideen von Ludwig Boltzmann präzisierend, lautet die von Max Planck gefundene fundamentale Beziehung:
{\displaystyle S=k_{\mathrm {B} }\,\ln \Omega \,.}
Das heißt, die Entropie {\displaystyle S} eines Makrozustands eines abgeschlossenen Systems im thermischen Gleichgewicht, der durch eine Anzahl {\displaystyle \Omega } (Phasenraum) möglicher Mikrozustände realisiert werden kann, ist proportional zum natürlichen Logarithmus dieser Zahl. Das statistische Gewicht {\displaystyle \Omega } ist ein Maß für die Wahrscheinlichkeit eines bestimmten Makrozustandes.
Diese Gleichung verknüpft – über die Boltzmann-Konstante als Proportionalitätsfaktor – die Mikrozustände des abgeschlossenen Systems mit der makroskopischen Größe der Entropie und bildet die zentrale Grundlage der statistischen Physik. Sie ist in leicht abgewandelter Nomenklatur auf dem Grabstein von Ludwig Boltzmann am Wiener Zentralfriedhof eingraviert.
Die Entropieänderung ist in der klassischen Thermodynamik definiert als
{\displaystyle \Delta S=\int {\frac {\mathrm {d} Q}{T}}}
mit der Wärmemenge {\displaystyle Q}.
Eine Entropiezunahme {\displaystyle \Delta S>0} entspricht einem Übergang in einen neuen Makrozustand mit einer größeren Zahl möglicher Mikrozustände. Alle spontanen makroskopischen Prozesse in einem abgeschlossenen (isolierten) System sind von dieser Art (Zweiter Hauptsatz der Thermodynamik).

## Gesetz der idealen Gase
Die Boltzmann-Konstante erlaubt die Berechnung der mittleren thermischen Energie eines einatomigen freien Teilchens aus der Temperatur gemäß
{\displaystyle E_{\mathrm {therm} }={\frac {3}{2}}k_{\mathrm {B} }\,T,}
und tritt beispielsweise im Gasgesetz für ideale Gase als eine der möglichen Proportionalitätskonstanten auf:
{\displaystyle pV=N\,k_{\mathrm {B} }\,T}.
Bedeutung der Formelzeichen:
- {\displaystyle p} – Druck
- {\displaystyle V} – Volumen
- {\displaystyle N} – Teilchenzahl
- {\displaystyle T} – Absolute Temperatur

## Zusammenhang mit der kinetischen Energie
Allgemein ergibt sich für die mittlere kinetische Energie eines klassischen punktförmigen Teilchens im thermischen Gleichgewicht mit {\displaystyle f} Freiheitsgraden, die quadratisch in die Hamiltonfunktion eingehen (Äquipartitionstheorem):
{\displaystyle \langle E_{\mathrm {kin} }\rangle ={\frac {f}{2}}k_{\mathrm {B} }\,T.}
So hat beispielsweise ein punktförmiges Teilchen drei Translationsfreiheitsgrade:
{\displaystyle \langle E_{\mathrm {kin} }\rangle ={\frac {3}{2}}k_{\mathrm {B} }\,T.}
Ein zweiatomiges Molekül hat
- ohne Symmetrie drei zusätzliche Rotationsfreiheitsgrade, also insgesamt sechs
- mit einer Symmetrieachse zwei zusätzliche Rotationsfreiheitsgrade für Rotation senkrecht zur Symmetrieachse, also insgesamt fünf. Durch Rotation um die Symmetrieachse kann im Bereich thermischer Energien keine Energie gespeichert werden, da das Trägheitsmoment hier vergleichsweise klein ist und der 1. angeregte Rotationszustand daher sehr hoch liegt.

Dazu kommen bei ausreichend hohen Temperaturen noch Schwingungen der Atome gegeneinander entlang der Bindungen.

## Rolle in der statistischen Physik
Allgemeiner tritt die Boltzmann-Konstante in der thermischen Wahrscheinlichkeitsdichte {\displaystyle \rho _{\mathrm {th} }} beliebiger Systeme der statistischen Mechanik im thermischen Gleichgewicht auf. Diese lautet:
{\displaystyle \rho _{\mathrm {th} }={\frac {\mathrm {e} ^{-{\frac {E}{k_{\mathrm {B} }T}}}}{Z}}}
mit
- dem Boltzmann-Faktor {\displaystyle \mathrm {e} ^{-{\frac {E}{k_{\mathrm {B} }T}}}}
- der kanonischen Zustandssumme {\displaystyle Z} als Normierungskonstante.

## Verwendung in der Halbleiterphysik
Der Stromfluss durch eine Halbleiterdiode ist unter anderem von der Temperatur abhängig und wird durch die Shockley-Gleichung beschrieben. Zur Beschreibung der thermischen Energie verwendet man in dieser Gleichung anstelle von {\displaystyle \,k_{\mathrm {B} }T\,} üblicherweise die Temperaturspannung
{\displaystyle U_{T}={\frac {k_{\mathrm {B} }T}{e}}}
Bei Raumtemperatur (T = 293 K) beträgt die Temperaturspannung ungefähr 25 mV.